# HS-30-Skandal

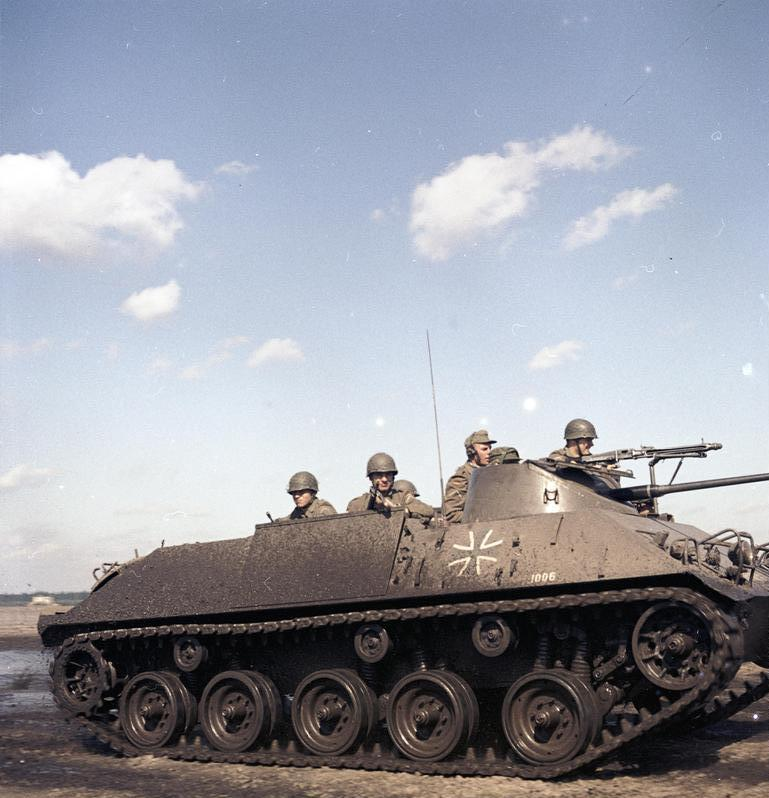
Schützenpanzer HS 30 im Juni 1965

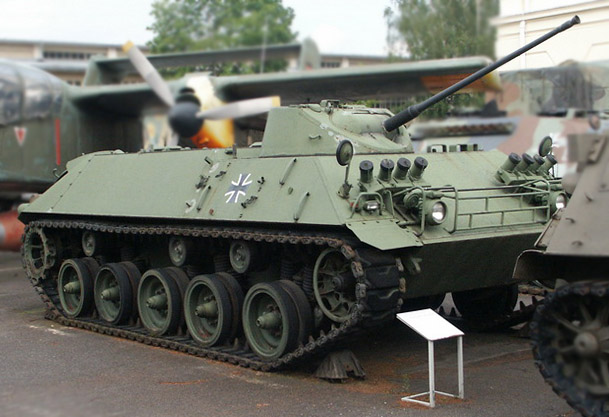
Schützenpanzer HS 30

Der HS-30-Skandal (bzw. Hispano-Suiza-Skandal) der 1960er Jahre war der bis dahin größte deutsche Rüstungsskandal. Es handelte sich um die Beschaffung des Schützenpanzers HS 30 für die Bundeswehr, die offenbar nur getätigt wurde, weil mit dem Geschäft Schmiergeldzahlungen an mehrere an der Beschaffungsentscheidung beteiligte Personen verbunden waren.

## Die Beschaffung des HS 30
Ab 1953 plante das Amt Blank die Beschaffung von Schützenpanzern für die Bundeswehr, die im Herbst 1955 gegründet wurde. Da die auf dem Markt angebotenen bzw. bei anderen westlichen Armeen eingesetzten Schützenpanzer nicht den Anforderungen der Bundeswehr entsprachen, wurde die Entwicklung eines neuen Schützenpanzers in Auftrag gegeben.
Konstrukteur war der ehemalige französische Offizier polnischer Herkunft André Fürst Poniatowski, der in Paris ein kleines Konstruktionsbüro betrieb. Als Generalunternehmer wurde der Konzern Hispano Suiza (Suisse) S.A. in Genf benannt. Das Unternehmen war 1938 von Marc Birkigt zusammen mit seinem Sohn Louis gegründet worden, nachdem er das gleichnamige Unternehmen in Barcelona nach Beginn des Spanischen Bürgerkriegs verlassen hatte. Das Schweizer Unternehmen hatte keine Erfahrung im Bau von Panzern. Es produzierte Maschinenkanonen sowie Werkzeuge und stellte damals in Genf u. a. auch Mofas vom Typ Vélosolex her. Der Bundesgrenzschutz hatte 1953 von den Schweizern 20-mm-Flugabwehrkanonen erworben, die technisch veraltet und kaum einsetzbar waren. Poniatowski, der kein Ingenieursstudium absolviert hatte, hatte in den 1930er-Jahren einen Truppentransporter konstruiert, der jedoch nie in Serie ging.
Der Schweizer Hispano-Suiza-Konzern beauftragte die beiden deutschen Unternehmen Hanomag in Hannover und Henschel in Kassel sowie die British Manufacture and Research Company (BMARC) mit dem Bau der Panzer. Die BMARC mit Sitz in Grantham (Lincolnshire) war eine Hispano-Suiza-Tochter und für den Fahrzeugbau überhaupt nicht ausgerüstet. Sie gab den Auftrag ohne Wissen und Zustimmung der Bonner Regierung an die Firma Leyland Motors weiter. Am 28. März 1956 präsentierte Hispano-Suiza dem Verteidigungsausschuss des Bundestages ein aus Holz und Pappe bestehendes verkleinertes Vorführmodell des geplanten HS 30.
Am 3. Juli 1956 erklärte Ministerialdirektor Wolfgang Holtz vor dem Verteidigungsausschuss, die Serienreife des Schützenpanzers sei ausreichend geprüft worden, während Oppositionsabgeordnete (u. a. Helmut Schmidt) forderten, vor der endgültigen Entscheidung über die Beschaffung einer großen Stückzahl zunächst einige Prototypen zu ordern. Am 5. Juli 1956 beschlossen der Verteidigungs- und der Haushaltsausschuss in gemeinsamer Sitzung für die Beschaffung von 10.680 Panzern eine Bindungsermächtigung in Höhe von 2,78 Milliarden DM. Inflationsbereinigt entspricht dies in heutiger Währung 8,26 Mrd. Euro.
Um die Jahreswende 1957/1958 fanden Probefahrten mit den ersten HS 30 statt, bei denen sich erhebliche technische Mängel zeigten. Es kam zu langen Verzögerungen bei den Auslieferungen, die Bundeswehr erhielt schließlich 2.176 Panzer für 517 Millionen DM zwischen September 1959 und Februar 1962.
Bereits unmittelbar nach der Indienststellung fielen hohe Kosten für Reparaturen und Umrüstungen an, die vor allem Getriebe, Kühlsysteme und Ketten betrafen. Der Motor war viel zu schwach, weil er ursprünglich für ein Gewicht von 9 t (statt der nach Änderungen der Konstruktion erreichten 14,5 t) ausgelegt war. Eine Absaugturbine erzeugte ein laut heulendes Geräusch, Motorpannen konnten nur in einer Werkstatt mit Grube behoben werden, nicht aber auf dem Übungsplatz, weil der Motor nur von unten zugänglich war.
Fragwürdig war auch die geplante Zahl von mehr als 10.000 Exemplaren, die weit über dem Bedarf gelegen hätte.

## Aufdeckung
Durch Recherchen von Journalisten der Frankfurter Rundschau und des Nachrichtenmagazins Deutsches Panorama wurden Zusammenhänge der HS-30-Beschaffung mit Schmiergeldzahlungen an mehrere Personen hergestellt. Auf Antrag der FDP richtete der Deutsche Bundestag 1967 einen Untersuchungsausschuss ein, der zahlreiche Zeugen vernahm und 1969 einen Bericht veröffentlichte.
Unter den Empfängern von Schmiergeldzahlungen war unter anderem der persönliche Referent des damaligen Verteidigungsministers Franz Josef Strauß, Werner Repenning, der 2,3 Millionen DM erhalten haben soll. Der CDU-Politiker Otto Lenz soll 300.000 DM erhalten haben; die gleiche Summe soll der Arzt und mutmaßliche Waffenhändler Otto Praun erhalten haben. Dieser wurde 1960 ermordet; für den Mord wurden Prauns Erbin Vera Brühne und deren Bekannter Johann Ferbach zu  lebenslangem Zuchthaus verurteilt; an deren Täterschaft bestehen aber erhebliche Zweifel. Lenz selbst verstarb am 2. Mai 1957, bevor er vor dem Untersuchungsausschuss aussagen konnte, in einem Armenhospital in Neapel, laut Totenschein an „Malaria Perniciosa – Uremia“. Seine Sekretärin und Geliebte weigerte sich, für eine Befragung durch den Untersuchungsausschuss nach Deutschland zu kommen, weil sie sich bedroht fühlte; sie bestätigte die Bestechung gegenüber einem Abgesandten des Ausschusses.
Nach Aussagen des Zeugen Werner Plappert – Fabrikant, CDU-Politiker und ehemaliger Oberbürgermeister von Heidenheim an der Brenz –, der 1974 tot im Bodensee aufgefunden wurde, soll die CDU im Zusammenhang mit der HS-30-Beschaffung 50 Millionen DM für die Finanzierung des Bundestagswahlkampfes 1957 entgegengenommen haben: „Auf deutscher Seite war das Panzergeschäft nur ein Mittel zur illegalen Parteienfinanzierung. Was dann geliefert wurde, war sekundär.“ Plappert hatte bereits frühzeitig den deutschen Botschafter in der Schweiz informiert, dieser wiederum hatte an Konrad Adenauer geschrieben. Seine Unterlagen übergab Plappert an Reinhard Gehlen, den Präsidenten des Bundesnachrichtendienstes; dieser legte sie mit dem Vermerk „erledigt“ ab.
Den Schweizer Konzern mit 1200 Beschäftigten und einem Jahresumsatz von 100 Millionen Schweizer Franken löste der Alleininhaber Louis Birkigt 1970 auf.

## Dokumentationen
- Jean-Michel Meurice: Schwarze Kassen der CDU/CSU – Dokumentation der Machtkonstruktion. Dokumentarfilm, ARTE France, Maha und Anthracite (70’), Frankreich 2008.